# Olios correvoni
Olios correvoni là một loài nhện trong họ Sparassidae.
Loài này thuộc chi Olios. Olios correvoni được Roger de Lessert miêu tả năm 1921.